# Lufttransport Staffel 6
Die Lufttransport Staffel 6 (LT St 6) gehört zur Schweizer Luftwaffe. Die Piloten gehören teilweise zum Berufsfliegerkorps. Ein Drittel der Piloten sind Milizpiloten, die bei zivilen Arbeitgebern angestellt sind. Die LT6 untersteht zusammen mit der Lufttransport Staffel 8 dem Lufttransport Geschwader 2, das seinerseits zum Flugplatzkommando 2 beim Militärflugplatz Alpnach gehört. Die Heimatbasis der LT 6 ist der Militärflugplatz Alpnach. Die Lufttransportstaffel 6 trägt als Wappen ein ovales Abzeichen mit der Frontansicht einer schwarzen Fliege auf weissem Grund, oben und unten je einen roten Bereich. Oben im roten Bereich mit weiss die Abkürzung "LT", unten die Ziffer 6. Die Tarnausführung des Wappens zeigt dasselbe Bild, jedoch in dunkelgrünen Farbtönen anstelle von Weiss und Rot.

## Geschichte
Anfang der 1960er Jahre befasste man sich mit dem Ausbau der Helikopterflotte. Dies führte dazu, dass die Lufttransport Staffel 8 und die Lufttransportstaffel 6 gegründet wurden. Die Leichtfliegerstaffel 6, ausgerüstet mit 15 Alouette III, absolvierte ihren ersten Umschulungskurs im Oktober–November 1967. Die Lufttransportstaffel 6 setzte bis 2010 die Alouette III ein. 1974 erfolgte die Trennung von Boden und Luft gemäss den heute bestehenden Staffeln und den Kompanien der Bodenorganisation. 1992 erhielt die Staffel die AS332M1 Super Puma, 2001 die AS532UL Cougar. Seit 2010 setzt die Staffel Eurocopter EC635 ein.
Aufgabe der Lufttransportstaffel 6 sind Helikoptertransporte in der ganzen Schweiz.

## Luftfahrzeuge
- Alouette III
- AS332M1 Super Puma
- AS532UL Cougar
- Eurocopter EC635